# 8. ceremonia wręczenia nagród Stowarzyszenia Nowojorskich Krytyków Filmowych
8. ceremonia wręczenia nagród Stowarzyszenia Nowojorskich Krytyków Filmowych – odbyła się w 1943. Ogłoszenie laureatów miało miejsce 26 grudnia 1942. Podczas gali wręczono nagrody w pięciu kategoriach – dla najlepszego filmu, reżysera, aktora, aktorki i, po raz pierwszy, dla najlepszego filmu wojennego opartego na faktach – za rok 1942.

## Laureaci i nominowani
Opracowano na podstawie materiału źródłowego:

### Najlepszy film
- Nasz okręt
- Wake Island
- Księżyc i miedziak

### Najlepszy reżyser
- John Farrow – Wake Island
- David Lean, Noël Coward – Nasz okręt
- Michael Curtiz – Yankee Doodle Dandy i Casablanca

### Najlepszy aktor
- James Cagney − Yankee Doodle Dandy
- Humphrey Bogart – Casablanca i Przez Pacyfik
- Brian Donlevy – Wake Island
- Monty Woolley – Człowiek, który przyszedł na obiad
- Ronald Colman – Zagubione dni

### Najlepsza aktorka
- Agnes Moorehead – Wspaniałość Ambersonów
- Greer Garson – Pani Miniver
- Katharine Hepburn – Kobieta roku

### Najlepszy film wojenny oparty na faktach
- Pogrom wojsk niemieckich pod Moskwą (ZSRR)
- A Letter from Home (Wielka Brytania)
- The World at War (Stany Zjednoczone)